# Lilli Palmer

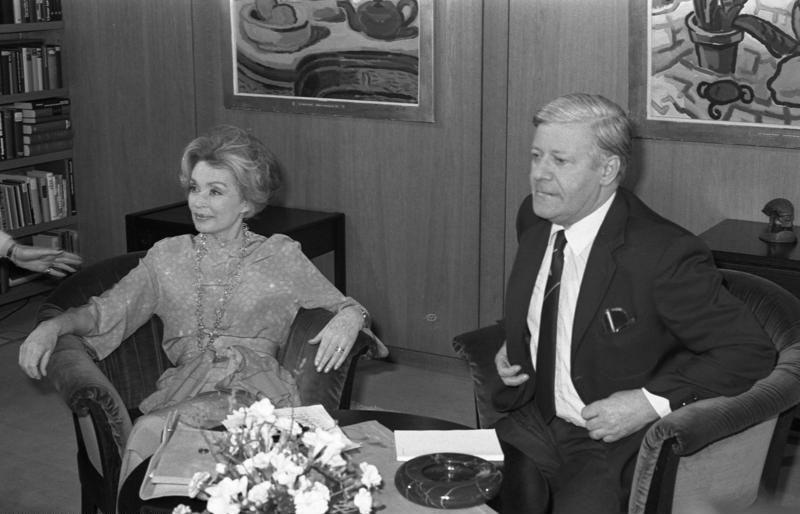
Lilli Palmer och Helmut Schmidt.

Lilli Palmer, född som Lillie Marie Peiser den 24 maj 1914 i Posen i Kejsardömet Tyskland (nuvarande Poznań i Polen), död 27 januari 1986 i Los Angeles, Kalifornien, var en tysk-brittisk skådespelare.
Palmer, vars far var kirurg, gjorde scendebut i Berlin 1932. Sedan nazisterna tagit makten i Tyskland for hon till Paris, där hon bland annat framträdde i en operett på det berömda nöjesetablissemanget Moulin Rouge. 1935 gjorde hon sin filmdebut i Storbritannien och under de närmaste tio åren medverkade hon i brittiska filmer, ofta i sinnligt erotiska roller, och framträdde även på scen.
Hon kom till USA och Hollywood 1945 tillsammans med sin första make, skådespelaren Rex Harrison. Där fick hon sitt stora genombrott samma år i Gentleman på galejan. Hon spelade också en hel del på Broadway innan hon 1954 återvände till Europa. Hon medverkade sedan i en rad internationella filmer.
Åren 1943-februari 1957 var hon gift med Rex Harrison och från september 1957 fram till sin död med den argentinske skådespelaren Carlos Thompson.

## Filmografi i urval
- 1936 – Spioner i hälarna
- 1942 – De döda skeppens fyr
- 1945 – Gentleman på galejan
- 1946 – Dolken och kappan
- 1947 – Kropp och själ
- 1957 – Målaren på Montparnasse
- 1958 – Farlig böjelse
- 1962 – Maskerad agent
- 1963 – Sista tåget från Wien
- 1965 – Ett lättfärdigt stycke
- 1965 – På främmande mark
- 1969 – Kärlekens hus
- 1969 – Fruktans skrik
- 1970 – Död mans skugga
- 1971 – Morden på Rue Morgue
- 1975 – Lotte i Weimar
- 1978 – Pojkarna från Brasilien
- 1985 – Träffpunkt Genève